# 908년

## 연호
- 후량(後梁) 개평(開平) 2년
- 후백제(後百濟) 정개(政開) 9년
- 태봉(泰封) 성책(武泰) 4년
- 일본(日本) 엔기(延喜) 8년
- 전촉(前蜀) 무성(武成) 원년
- 오월(吳越) 천보(天寶) 원년

## 기년
- 후량(後梁) 태조(太祖) 2년
- 요(遼) 태조(太祖) 2년
- 신라(新羅) 효공왕(孝恭王) 12년
- 후백제(後百濟) 견훤(甄萱) 17년
- 태봉(泰封) 궁예(弓裔) 14년
- 발해(渤海) 대인선(大諲譔) 3년

## 사건
- 발해 요나라 전쟁

## 사망
- 이극용 - 중국 당나라말기 황소의 난에서 활약한 군벌.